# Barranc de la Pua
El Barranc de la Pua, és un barranc del terme de Sant Esteve de la Sarga, a la zona de Sant Esteve de la Sarga. És el barranc més occidental de tots els del vessant de la Noguera Pallaresa. El seu recorregut va des del Coll d'Ares al Coll de Fabregada.
Neix al nord-oest del Coll d'Ares, des d'on davalla cap al nord, resseguint per l'oest el Serrat del Boixeguer, fins que arriba al Coll de la Pua, on torç sobtadament cap a ponent, atès que troba el pas barrat pel Montsec de Sant Esteve. Quan arriba a l'extrem oest d'aquest serrat, el barranc torna a emprendre la direcció nord per girar cap al nord-est de seguida que supera aquest serrat. Al cap de poc arriba al Coll de Fabregada, on s'aboca en el barranc de Sant Esteve de la Sarga.